# Dendronephthya cervicornis
Dendronephthya cervicornis is een zachte koraalsoort uit de familie Nephtheidae. De koraalsoort komt uit het geslacht Dendronephthya. Dendronephthya cervicornis werd in 1889 voor het eerst wetenschappelijk beschreven door Wright & Studer. 